# Gouania pyrifolia
Gouania pyrifolia är en brakvedsväxtart som beskrevs av Reiss.. Gouania pyrifolia ingår i släktet Gouania och familjen brakvedsväxter. Inga underarter finns listade i Catalogue of Life.